# Motogodille
 (novembre 2010).
Si vous disposez d'ouvrages ou d'articles de référence ou si vous connaissez des sites web de qualité traitant du thème abordé ici, merci de compléter l'article en donnant les références utiles à sa vérifiabilité et en les liant à la section « Notes et références ».

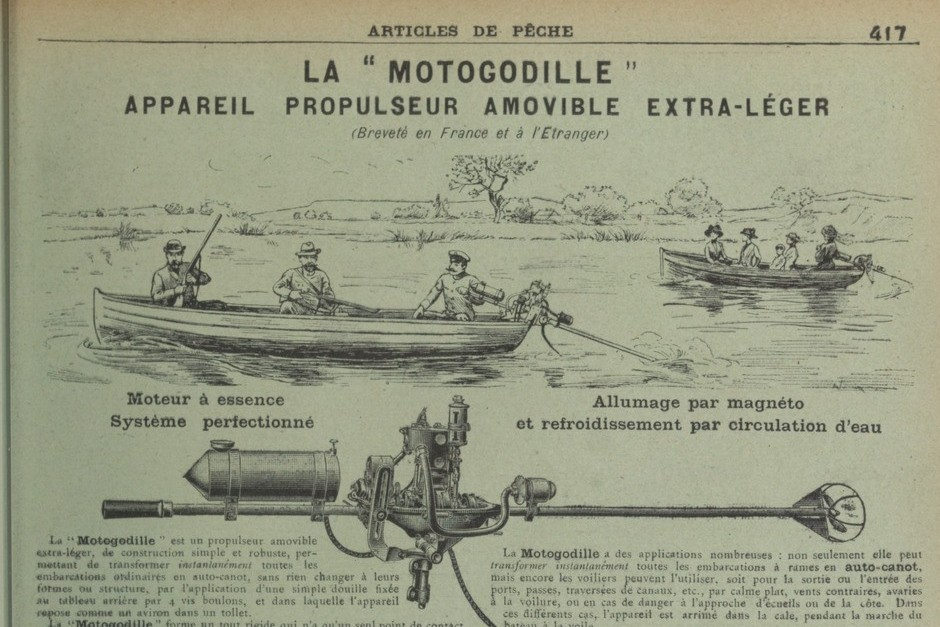
La motogodille dans le catalogue de la Manufacture d'armes et de cycles de Saint-Étienne en 1911

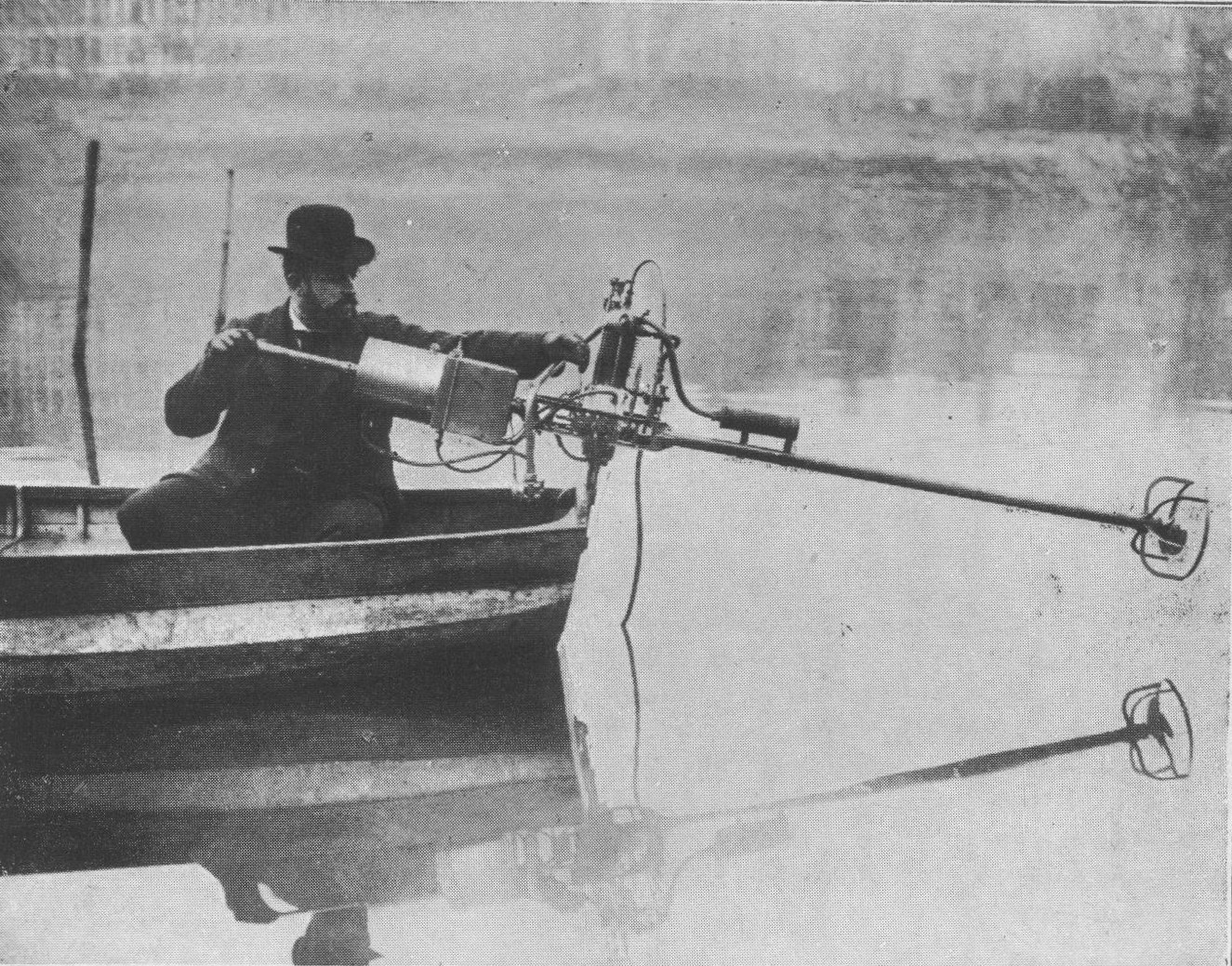
Une motogodille anglaise en 1911.

Une Motogodille (marque déposée à l'époque et oubliée depuis) est un des premiers moteurs hors-bord pratique d'utilisation, réalisé en France par un industriel parisien, le baron Gabriel Trouche. Cette motorisation disposée sur les barques fluviales permet un très faible tirant d'eau sur les bancs de sable émergents et un échouage aisé.
La partie thermique des moteurs est produite en collaboration avec un industriel spécialisé dans les moteurs adaptables aux motos, la firme Buchet.
Dans le domaine francophone et en particulier dans les territoires d'outre-mer le terme de motogodille a longtemps été synonyme de moteur hors-bord, et lorsque des industriels français (Goïot à Nantes, Lutetia en banlieue parisienne, etc.) se mirent à produire dans les années 1930 des moteurs plus modernes et plus compacts suivant la disposition aujourd'hui classique (vilebrequin et arbre de transmission verticaux, renvoi d'angle par pignons coniques dans l'embase d'hélice), ils préférèrent les commercialiser sous la dénomination « Propulseur détachable », sans doute pour s'éviter des problèmes juridiques.

## Fonctionnement
Avec son arbre d'hélice partant obliquement, comme l'aviron de la godille manuelle, la Motogodille, née en 1904 ressemble aux adaptations de moteurs d'auto utilisées notamment en Thaïlande de nos jours encore (long tail boats).
La partie thermique des moteurs est produite en collaboration avec un industriel spécialisé dans les moteurs adaptables aux motos, la firme Buchet. Comme sur les motos, le réservoir de carburant est placé au dessus du moteur, il est plat car on a pas à le chevaucher.
Le refroidissement est tout d'abord l'air (technique motocycliste) sur les premières séries, puis par circulation d'eau (pompée dans la rivière ou la mer, en circuit ouvert).
Le lancement se fait par une poignée manivelle implantée sur le volant moteur (source potentielle de blessures) et les organes essentiels (magnéto, carburateur, etc.) ne sont pas carénés, il n'y a pas de lanceur à réenroulement, ni même de poulie à encoche pour un filin de lancement comme sur les simplissimes British Seagull des années 1940, ce qui rend le démarrage de l'engin plutôt délicat, avec pour contrepartie la simplicité et l'accessibilité mécanique.
Par ailleurs, certaines péniches fluviales des années 1930 ont été équipées d'un système dénommé motogodille qui n'a rien à voir avec la véritable Motogodille du baron Trouche: il s'agit d'une hélice implantée sur le gouvernail lui-même (donc orientable et donnant une grande manœuvrabilité), entraînée par un moteur installé dans la péniche elle-même via un système de transmission assez complexe et fragile de pignons,d'arbres et de chaînes: Une telle installation a été conservée et exposée au musée de la batellerie de Conflans Ste Honorine (Val d'Oise). On peut y voir la préfiguration des transmissions dites Z drive ou Stern drive (moteur intérieur entraînant une embase pivotante extérieure)  qui furent d'abord développées par la marine militaire italienne sur leurs canots d'assaut suicide (Barchini esplosivi) de la seconde guerre mondiale (visibles au musée naval de La Spezia, le relevage de l'embase pivotante permettait de franchir les filets pare torpille protégeant les navires au port) puis par les firmes Volvo Penta (Suède) et O.M.C. (États-Unis) pour le marché de la plaisance dans les années 1960.

## Dans la culture
L'écrivain et aventurier Henry de Monfreid qui en utilisait une sur son boutre arabe en mer Rouge, la qualifie de « vaillante petite machine »[source insuffisante].
Le chanteur Antoine lui dédie une chanson, La Motogodille, sur l'air d'une chanson traditionnelle Tahitienne Ohé Ana té va'a.
Jacques Prévert dans un poème - chanson (mis en musique et interprété par les Frères Jacques) intitulé La chasse à la baleine raconte la peur panique de la pauvre baleine (aux yeux bleus!) que les cruels chasseurs vont « poursuivre en motogodille ».